# 4-clorofenilacetato 3,4-diossigenasi
La 4-clorofenilacetato 3,4-diossigenasi è un enzima appartenente alla classe delle ossidoreduttasi, che catalizza la seguente reazione:
4-clorofenilacetato + NADH + H+ + O2 ⇄ 3,4-diidrossifenilacetato + cloruro + NAD+
L'enzima contiene attività di reduttasi e di ossigenasi ferro-zolfo, e nessuna ferredossina indipendente. Richiede Fe2+ ed agisce anche sul 4-bromofenil acetato.